# 더 라스트 우먼
더 라스트 우먼(La derniere femme, The Last Woman)은 프랑스에서 제작된 마코 페레리 감독의 1976년 드라마 영화이다. 오르넬라 무티 등이 주연으로 출연하였다.
1977년 세자르상에서 남우주연상 후보에 올랐다.

## 출연

### 주연
- 오르넬라 무티
- 제라르 드빠르디유